# Red Bluff
Red Bluff é uma cidade localizada no estado americano da Califórnia, no condado de Tehama, do qual é sede. Foi incorporada em 31 de março de 1876.

## Geografia
De acordo com o United States Census Bureau, a cidade tem uma área de 19,9 km², onde 19,6 km² estão cobertos por terra e 0,3 km² por água.

### Localidades na vizinhança
O diagrama seguinte representa as localidades num raio de 32 km ao redor de Red Bluff.

## Demografia
Segundo o censo nacional de 2010, a sua população é de 14 076 habitantes e sua densidade populacional é de 718,89 hab/km². É a cidade mais populosa do condado de Tehama. Possui 5 872 residências, que resulta em uma densidade de 299,89 residências/km².